# Декларація Віктора Яронського
Декларація Віктора Яронського — політична заява, зроблена польським депутатом Віктором Яронським у Державній Думі Російської імперії 8 серпня 1914 року. Цей документ, виголошений від імені Польського кола, відображає спробу частини польської політичної еліти висловити лояльність Російській імперії на початку Першої світової війни. Декларація про солідарність з Росією була зроблена в надії на отримання від російського уряду певних політичних здобутків для польського народу, зокрема, обіцянок щодо відновлення польської державності.

## Декларація Яронського та її оцінка
На початку Першої світової війни, 3 серпня 1914 року, цар Микола II видав указ про скликання позачергового засідання Державної Думи та Державної Ради, яке мало відбутися 8 серпня. Оскільки депутати перебували у відпустках, а деякі з них приїхали з віддалених куточків імперії, не всі змогли оперативно повернутися до столиці та взяти участь у цьому засіданні.
В цей час у Петрограді перебував Віктор Яронський, представник Келецької губернії. 8 серпня, на позачерговому засіданні Державної Думи, він виступив від імені Польського кола, представивши складену ним коротку декларацію, яка стала виразом позиції польського політичного середовища:«В історичний момент, коли слов'янський світ зіштовхнувся з німецькою агресією, очолюваною вічним ворогом Польщі — Прусією, ситуація нашої країни, позбавленої незалежності, є трагічною. Особливо боляче усвідомлювати, що розділений польський народ змушений воювати один проти одного. Однак, попри розділеність, ми, поляки, повинні залишатися єдиними у своїх прагненнях до свободи та солідарності зі слов'янськими народами. Ця війна — не лише боротьба за справедливість, а й шанс на об'єднання наших сил для відсічі агресору. Дай Боже, щоб слов'яни під час цього випробування згуртувалися та здобули перемогу над спільним ворогом, як це було під Грюнвальдом. Нехай страждання війни та братовбивчі розбіжності стануть поштовхом до возз'єднання нашого розділеного народу».
Оцінка декларації Віктора Яронського була вкрай позитивною серед польських політиків. Роман Дмовський, один з найвпливовіших діячів того часу, висловив захоплення: «Ніколи в житті жоден із наших політичних кроків не робив мене таким щасливим». Ця цитата яскраво демонструє, наскільки значущою подією стала для нього заява Яронського.
Дмовський також звернув увагу на високий рівень відповідальності, який взяв на себе Яронський, виступаючи з такою важливою заявою самостійно, без попередніх консультацій з іншими членами Польського кола. Подібних висновків дійшов і Мар'ян Сейда: «Чітке висловлення ключових вимог польської нації та її сміливе представлення перед російською, а також світовою громадськістю залишитися заслугою Яронського. Тим більше це заслуговує на увагу, оскільки в цей час його колеги з парламентської групи не перебували в Петрограді, і вся відповідальність лягла на нього».

## Наслідки
У відповідь на заяву Яронського головнокомандувач російської армії Миколай Миколайович 14 серпня виступив із важливою історичною прокламацією до польського народу. Документ, підготовлений Григорієм Трубецьким за участю трьох соратників, у початковій редакції містив термін «автономія» щодо майбутньої Польщі, однак пізніше Рада міністрів замінила його на більш обмежене поняття «місцеве самоврядування». Прокламацію у великій кількості примірників надіслали до Варшави для публічного розповсюдження. Важливим історичним нюансом стало те, що текст було надруковано російською мовою, що значно ускладнило його сприйняття польським населенням.
16 серпня 1914 року представники чотирьох польських політичних партій — Національно-демократичної, Партії реальної політики, Польської прогресивної партії та Польського прогресивного союзу — об'єдналися у спільній заяві. Відповідаючи на маніфест великого князя Миколи Миколайовича, вони визнали історичне значення цього документу, але водночас чітко висловили сподівання на відновлення незалежної Польщі після завершення Першої світової війни. Серед підписантів заяви були такі видатні діячі, як Роман Дмовський, Владислав Грабський та Віктор Яронський.

## Виноски
1. ↑  Cyt. za: Ś. P. Wiktor Jaroński, «Pamiętnik Koła Kielczan», t. 5, Kielce–Warszawa 1933, s. 73-74.
2. 1 2  R. Dmowski, Polityka polska i odbudowanie państwa, przedmową i komentarzem opatrzył T. Wituch, t. 1, Warszawa 1988, s. 216—218.
3. ↑  Cyt. za: Ś. P. Wiktor Jaroński, «Pamiętnik Koła Kielczan», t. 5, Kielce–Warszawa 1933, s. 73-74.
4. ↑  K. W. Kumaniecki, Zbiór najważniejszych dokumentów do powstania państwa polskiego, Warszawa–Kraków 1920, s. 28-30.